# Marine de guerre
Pour les articles homonymes, voir Marine nationale.

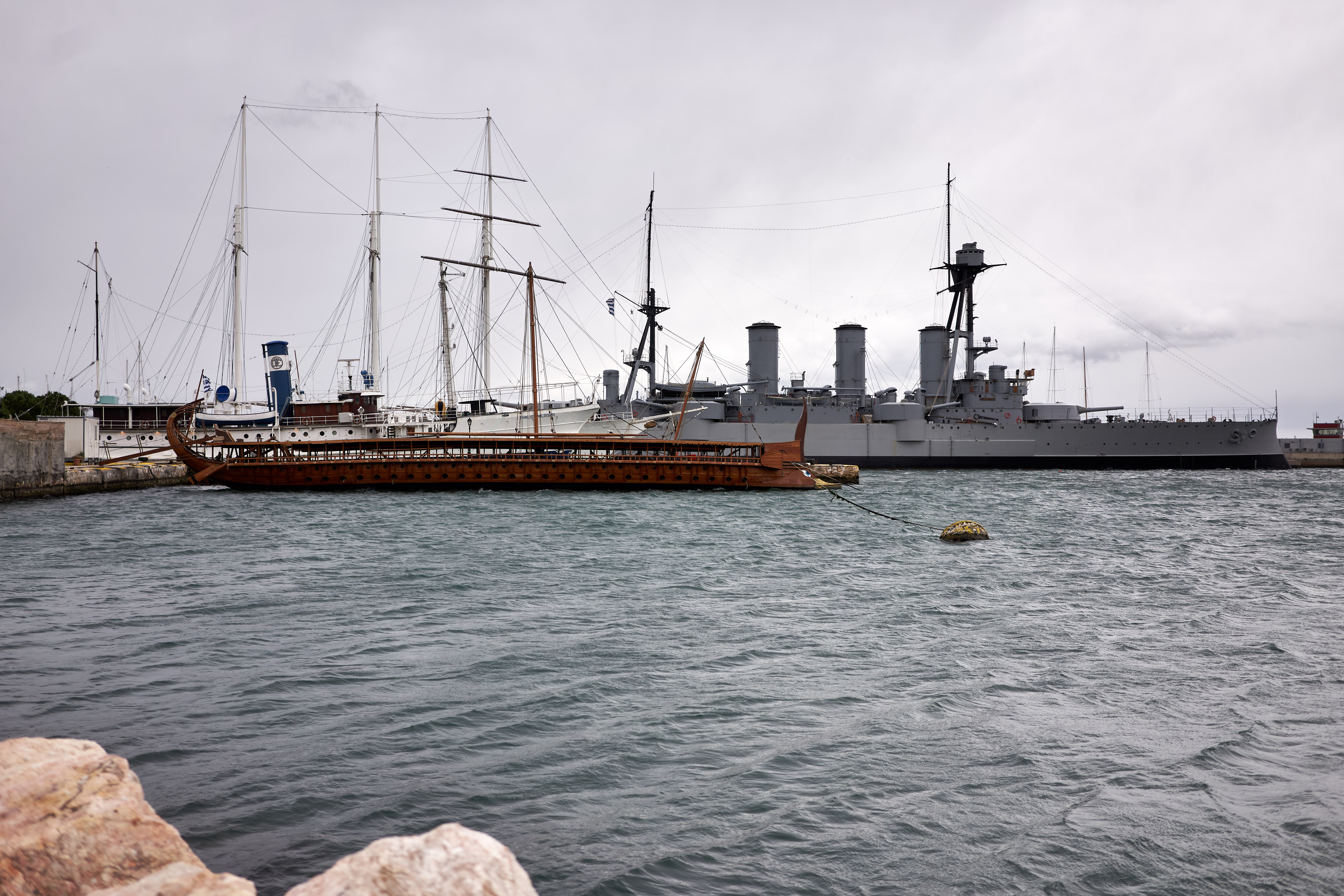
La réplique de la trière Olympias devant le croiseur cuirassé grec Georgios Averoff lancé en 1910. Plus de vingt-cinq siècles sépare ses concepts.

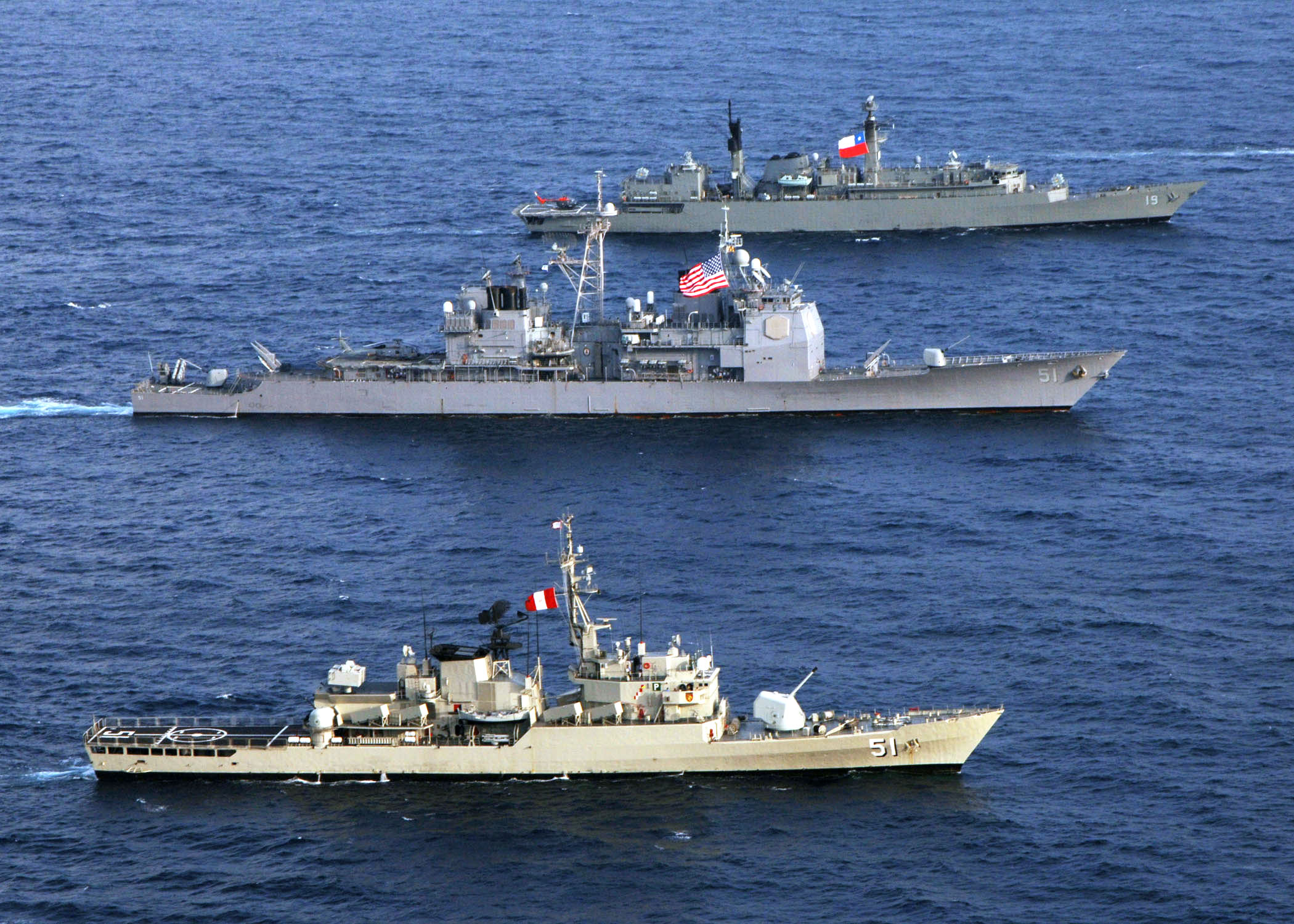
Frégate de l’Armada de Chile, croiseur de classe Ticonderoga de l’US Navy et une frégate de la Marina de Guerra del Perú en 2005.

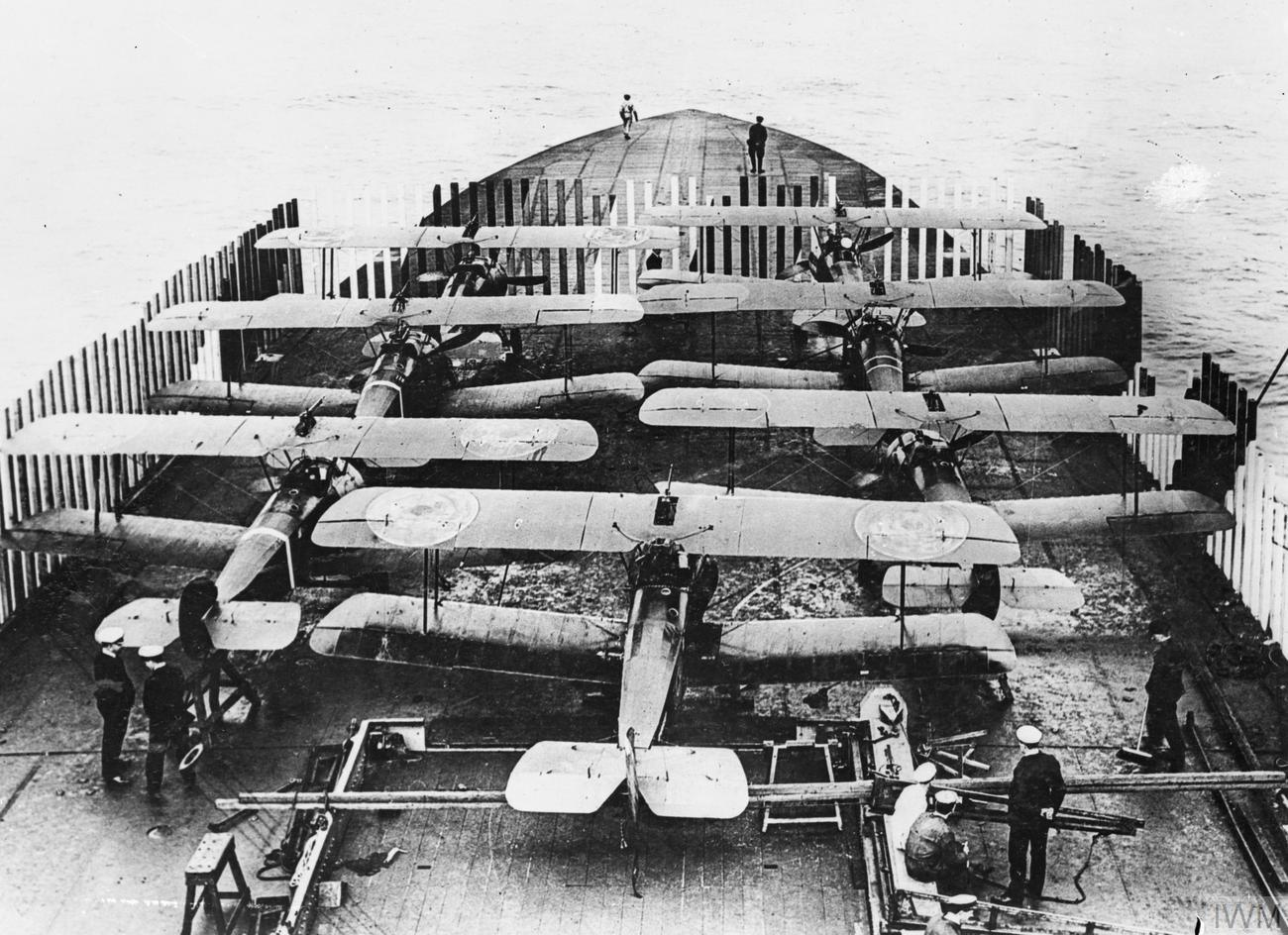
Apparue à la fin de la Première Guerre mondiale, l’aéronautique navale est désormais l’un des fers de lance de la marine moderne. Ici, les premiers essais à bord du en 1918.

Navire néerlandais de escortant un sous-marin compatriote de classe Walrus en mer Baltique.

La marine de guerre, les forces navales, les forces maritimes, la marine nationale, la marine militaire, l’armée navale ou l’armée de mer, est une des composantes de l’armée de certains États.
Elle permet d’exercer une action militaire en mer ou depuis la mer ; elle peut aussi être chargée en temps de paix d’effectuer des actions civiles en mer comme des missions de police et de surveillance, de secours et d’assistance, de lutte contre les trafics, de prévention et de traitement des pollutions ou des missions hydrographiques.
Une grande marine moderne depuis la fin du 20e siècle évolue dans quatre dimensions : sous la mer, à la surface de la mer, dans l’air et dans l’espace (par le biais de missiles balistiques et de satellites).
Elle est composée de navires de guerre, d’aéronefs et d’installations à terre (de commandement, de soutien et de transmission), ainsi que d’un personnel civil et militaire d’une très grande variété de métiers et de spécialités.
Plusieurs États disposent de garde-côtes qui permettent de décharger la marine militaire d'une partie de ses missions civiles.

## Moyens

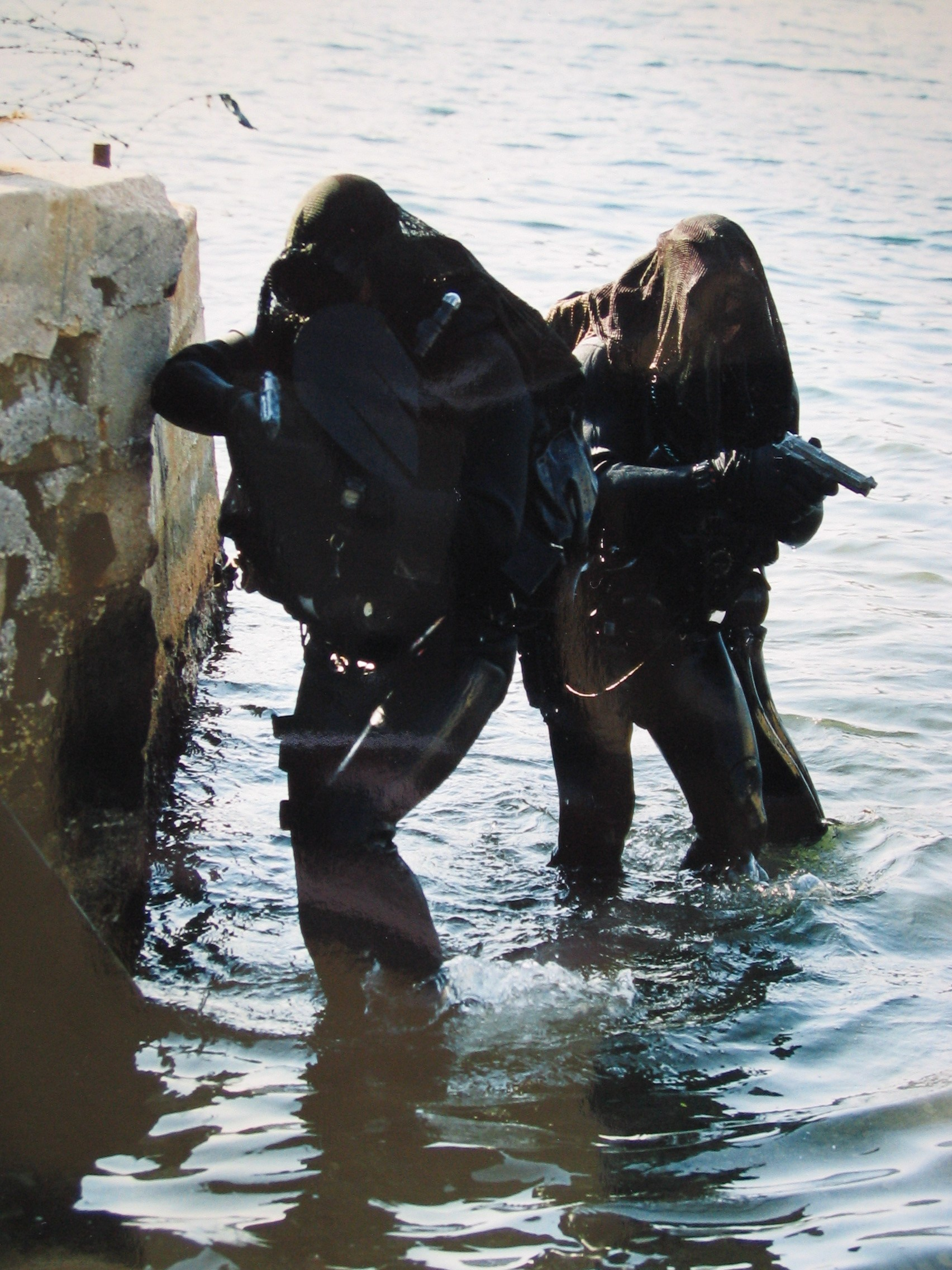
Nageurs de combat (une spécialité marine des Forces Spéciales) du commando Hubert de la Marine nationale.

Ses moyens comprennent, en général :
- des forces de surface (porte-avions, porte aéronef, porte-hélicoptères, croiseurs, destroyers ou frégates, bâtiments amphibies, bâtiments de guerre des mines, bâtiments de soutien – ravitailleurs, navires ateliers…, patrouilleurs et vedettes). D'autres navires existaient tels que les cuirassés et les croiseurs de bataille, mais l'apparition des porte-avions mit fin à leur règne ;
- des forces sous-marines (sous-marins d'attaque, sous-marins nucléaires lanceurs d'engins) ;
- une aéronautique navale (avions de combat embarqués sur porte-avions, hélicoptères basés à terre ou embarqués, avions de patrouille maritime, aéronefs de soutien ; dans certains pays cette fonction, notamment la patrouille maritime au Royaume-Uni par exemple, est assurée par l'armée de l'air) ;
- des forces de fusiliers marins, de commandos (forces spéciales) ou encore de troupes de débarquement ; ces composantes font partie dans certains pays de l'armée de terre ou d'un corps spécifique (comme l'US Marine Corps aux États-Unis).

## Le personnel

### Catégories de personnel
Le personnel d'une marine de guerre ne se distingue pas seulement par les grades de la hiérarchie militaire :
- officiers qui composent l'état major ;
- officiers mariniers qui constituent la maistrance ;
- quartiers-maîtres et matelots qui forment l'équipage.

Il s'organise aussi en quatre grandes catégories :
- surfaciers ;
- sous-mariniers ;
- personnel aéronautique ;
- fusiliers marins.

La hiérarchie militaire s'appuie essentiellement sur la compétence acquise par la formation (initiale et continue) et par l'expérience.

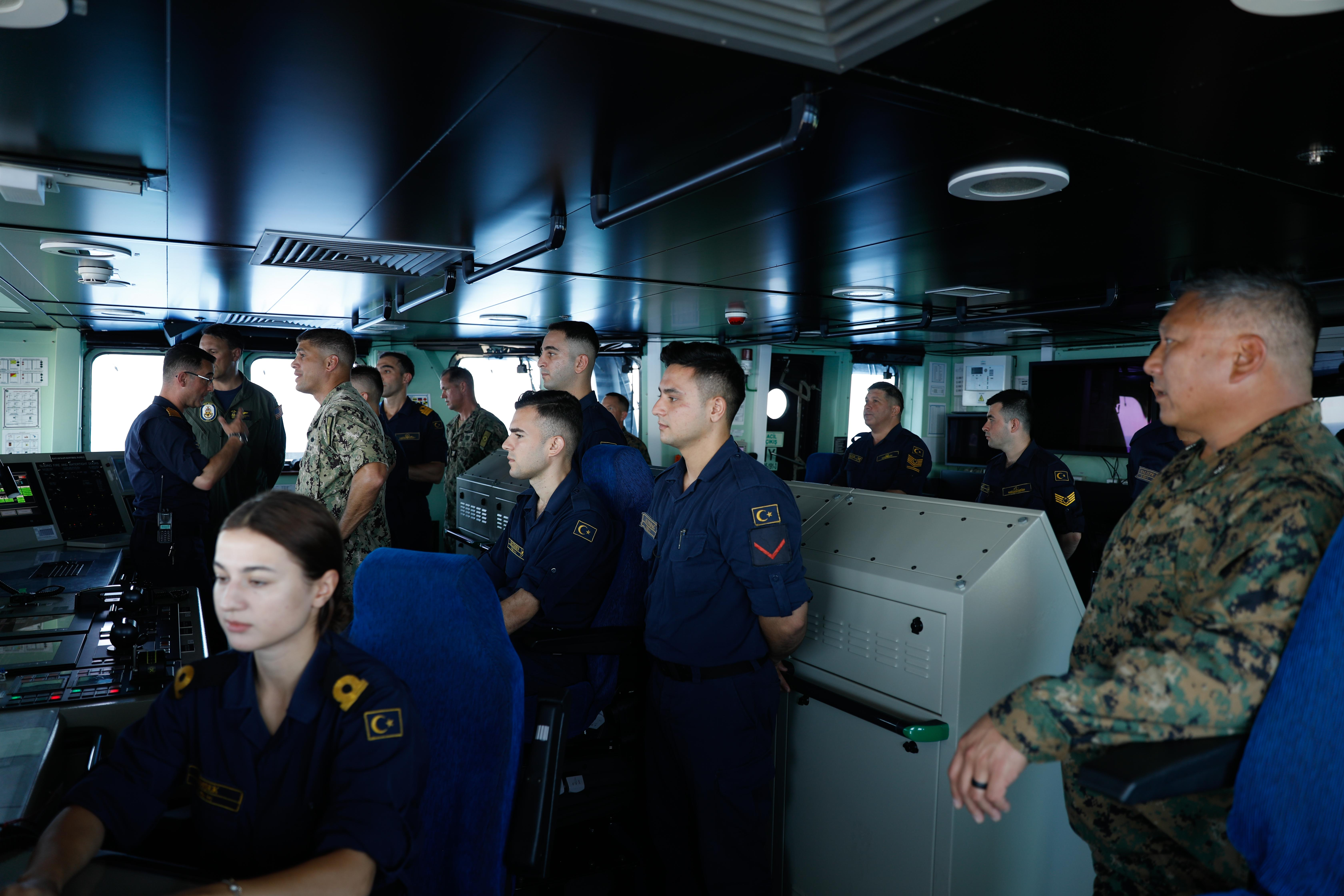
Personnels turcs et américains sur le TCG Anatolie.

### Les spécialités
Les spécialités recouvrent toutes les fonctions nécessaires à la marche d'un navire et d'un aéronef de combat moderne, et aux opérations navales. Le nombre de spécialités varie avec le niveau de compétence : très diversifiées au niveau des opérateurs et des techniciens, elles sont limitées à une dizaine pour les officiers subalternes et ne sont en général plus très significatives en matière d'emploi pour les officiers supérieurs et généraux.
Les spécialités sont liées :
- à la conduite du navire : manœuvrier, navigateur, timonier, météorologiste, hydrographe…
- à l'énergie, à la propulsion et à la sécurité : mécanicien (vapeur ou diesel), atomicien, électricien, électromécanicien de sécurité, pompier…
- à la conduite des opérations : informaticien, électronicien, missilier, artilleur, détecteur (radar, sonar, guerre électronique), fusilier, transmetteur, radio, plongeur démineur…
- à l'aéronautique : pilote, navigateur aérien, mécanicien aéronautique, électronicien de bord, armurier d'aéronautique, personnel de pont d'envol, contrôleur aérien…
- à la vie courante : cuisinier, maître d'hôtel, boulanger, secrétaire-militaire, fourrier…

## Évolution du classement des principales marines de guerre par le tonnage
On compte, en 2020, plus de 15 000 navires militaires en service dans le monde, seule une minorité étant des navires de combat dont 500 sous-marins. Il convient de noter préalablement que le classement par la capacité opérationnelle est différent du classement par le tonnage.

### En 2018
En 2018, les huit premières marines de guerre dans le monde, par le tonnage des bâtiments de combat, étaient les suivantes :
1. États-Unis : 2,8 millions de tonnes
2. Russie : 1 million de tonnes
3. Chine : 0,9 million de tonnes
4. Royaume-Uni : 0,47 million de tonnes
5. Japon : 0,32 million de tonnes
6. France : 0,29 million de tonnes
7. Inde : 0,23 million de tonnes
8. Italie : 0,18 million de tonnes

### En 2016
Voici le classement pour l'année 2016 :
1. États-Unis : 3 millions de tonnes
2. Chine : 1,2 million de tonnes
3. Russie : 1,15 million de tonnes
4. Royaume-Uni : 0,41 million de tonnes
5. Japon : 0,4 million de tonnes
6. Inde : 0,3 million de tonnes
7. France : 0,28 million de tonnes
8. Corée du Sud : 0,18 million de tonnes

### En 2008
Voici le classement pour l'année 2008[réf. nécessaire] :
1. États-Unis : 3 millions de tonnes
2. Russie : 1,15 million de tonnes
3. Chine : 0,85 million de tonnes
4. Royaume-Uni : 0,48 million de tonnes
5. Japon : 0,37 million de tonnes
6. France : 0,3 million de tonnes
7. Inde : 0,23 million de tonnes
8. Italie : 0,14 million de tonnes

### En 1988
Voici le classement pour l'année 1988[réf. nécessaire] :
1. États-Unis : 4,2 millions de tonnes
2. Union soviétique : 3,5 millions de tonnes
3. Royaume-Uni : 0,59 million de tonnes
4. France : 0,3 million de tonnes
5. Japon : 0,23 million de tonnes
6. Allemagne (RFA) : 0,17 million de tonnes
7. Inde : 0,16 million de tonnes
8. Italie : 0,14 million de tonnes

## Bâtiments de combat des principales marines du monde en 2021
Le tableau ci-dessous liste les principales marines de guerre de la planète, classées par le tonnage cumulé de leurs bâtiments de combat (tonnage à pleine charge pour les navires de surface, déplacement en plongée pour les sous-marins). Les bâtiments de soutien, indispensables au fonctionnement d'une marine de guerre, ne sont ici pas pris en compte.
| Pays         | Marine de guerre    | Tonnage bâtiments de combat | SNLE | SNA | SMD | Porte- avions | Porte-aéronefs | PHA | TCD | BDC | Croiseurs | Destroyers | Frégates | Corvettes et PO | Total |
| ------------ | ------------------- | --------------------------- | ---- | --- | --- | ------------- | -------------- | --- | --- | --- | --------- | ---------- | -------- | --------------- | ----- |
| États-Unis   | US Navy             | 3 000 000                   | 14   | 56  |     | 11            | 10             |     | 12  | 10  | 22        | 63         | 23       | 28              | 249   |
| Chine        | Marine chinoise     | 1 200 000                   | 5    | 8   | 52  | 2             |                | 6   | 6   | 41  | 4         | 30         | 45       | 142             | 341   |
| Russie       | Marine russe        | 1 150 000                   | 10   | 17  | 21  | 1             |                |     | 2   | 19  | 4         | 12         | 7        | 35              | 128   |
| Japon        | Marine japonaise    | 512 000                     |      |     | 24  |               |                | 4   | 3   |     | 4         | 24         | 8        | 6               | 73    |
| Royaume-Uni  | Royal Navy          | 457 000                     | 4    | 6   |     |               | 2              |     | 5   |     |           | 6          | 12       | 8               | 43    |
| Inde         | Marine indienne     | 322 000                     | 1    |     | 15  | 2             |                |     | 1   | 8   |           | 10         | 17       | 17              | 70    |
| France       | Marine nationale    | 307 000                     | 4    | 6   |     | 1             |                | 3   |     |     |           | 9          | 6        | 12              | 40    |
| Corée du Sud | Marine sud-coréenne | 267 000                     |      |     | 18  |               |                | 2   |     | 8   | 3         | 6          | 13       | 15              | 65    |
| Taïwan       | Marine taïwanaise   | 208 000                     |      |     | 4   |               |                |     | 1   | 6   |           | 4          | 22       | 0               | 37    |
| Italie       | Marina Militare     | 197 000                     |      |     | 8   |               | 2              |     | 3   |     |           | 12         | 4        | 10              | 39    |
| Turquie      | Marine turque       | 167 000                     |      |     | 12  |               |                |     |     | 24  |           |            | 16       | 10              | 62    |
| Espagne      | Armada espagnole    | 149 000                     |      |     | 2   |               | 1              |     | 2   |     |           | 5          | 6        | 15              | 31    |
| Australie    | Marine australienne | 148 000                     |      |     | 6   |               | 2              |     | 1   |     |           | 3          | 8        | 0               | 20    |
| Égypte       | Marine égyptienne   | 144 000                     |      |     | 8   |               |                | 2   |     |     |           | 3          | 6        | 7               | 26    |
| Grèce        | Marine hellénique   | 112 000                     |      |     | 11  |               |                |     |     | 5   |           |            | 13       | 0               | 29    |
| Pays-Bas     | Marine néerlandaise | 92 000                      |      |     | 4   |               |                |     | 2   |     |           | 4          | 2        | 4               | 16    |
| Allemagne    | Deutsche Marine     | 89 000                      |      |     | 6   |               |                |     |     |     |           | 6          | 5        | 5               | 22    |

Glossaire
- SNLE : Sous-marin nucléaire lanceur d'engins
- SNA : Sous-marin nucléaire d'attaque
- SMD : Sous-marin diesel
- PHA : Porte-hélicoptère amphibie
- TCD : Transport de chalands de débarquement
- BDC : Bâtiment de débarquement de chars
- PO : Patrouilleur océanique

## Bâtiments de combat des 20 principales marines au1erjanvier 2002
Avertissement : Le tableau tiré de l'almanach Flottes de combat 2002 a été modifié par plusieurs personnes qui n'ont pas tenu compte qu'il s'agissait de l'ordre de bataille à une date précise depuis sa parution.
| type de bâtiments   | porte-avions | porte-aéronefs porte-hélicoptères | sous-marin nucléaire lanceur d'engins | sous-marin nucléaire d'attaque | sous-marins classiques | croiseurs        | destroyers lance-missiles | destroyers frégates | frégates lance-missiles | corvettes avisos | grands bâtiments amphibies | Nombre total de navires | tonnage global en t |
| ------------------- | ------------ | --------------------------------- | ------------------------------------- | ------------------------------ | ---------------------- | ---------------- | ------------------------- | ------------------- | ----------------------- | ---------------- | -------------------------- | ----------------------- | ------------------- |
| Code OTAN           | CV CVL CVN   | CVS                               | SSBN                                  | SSN SSGN                       | SS                     | CG CGN CH CHG CL | DDG DDGM                  | DD                  | FFG                     | FF FS            | LHA LHD LPH LPD LSD LKA    | .                       | .                   |
| Allemagne           |              |                                   |                                       |                                | 14                     |                  | 2                         |                     |                         | 12               |                            | 28                      | 133 450             |
| Australie           |              | 2                                 |                                       |                                | 5                      |                  |                           |                     | 6                       | 3                | 2                          | 16                      | 48 510              |
| Marine brésilienne  | 1            |                                   |                                       |                                | 5                      |                  |                           |                     |                         | 14               | 2                          | 22                      | 101 300             |
| Canada              |              | 2                                 |                                       |                                | 3                      |                  | 4                         |                     |                         | 12               |                            | 19                      | 80 000              |
| Chine               | 3            |                                   | 1                                     | 5                              | 69                     |                  | 2                         | 19                  |                         | 41               | 1                          | 139                     | 402 830             |
| Corée du Sud        |              |                                   |                                       |                                | 9                      |                  | 3                         | 3                   |                         | 9                |                            | 24                      | 89 000              |
| Égypte              |              |                                   |                                       |                                | 4                      |                  |                           | 1                   | 4                       | 6                |                            | 15                      | 40 430              |
| Espagne             |              | 2                                 |                                       |                                | 8                      |                  |                           |                     | 11                      | 6                | 2                          | 28                      | 76 350              |
| États-Unis          | 11           | 22                                | 18                                    | 54                             |                        | 27               | 35                        | 21                  | 44                      |                  | 40                         | 251                     | 3 003 655           |
| France              | 1            | 3                                 | 4                                     | 6                              |                        | 1                | 4                         | 3                   |                         | 21               | 20                         | 55                      | 307 400             |
| Grèce               |              |                                   |                                       |                                | 8                      |                  | 4                         |                     |                         | 20               |                            | 32                      | 79 800              |
| Inde                | 2            | 2                                 |                                       |                                | 17                     |                  | 8                         | 17                  | 28                      | 11               |                            | 82                      | 210 677             |
| Indonésie           |              |                                   |                                       |                                | 2                      |                  |                           |                     |                         | 13               |                            | 15                      | 50 400              |
| Italie              |              | 2                                 |                                       |                                | 8                      | 1                | 4                         |                     |                         | 18               | 3                          | 35                      | 143 590             |
| Japon               |              | 2                                 |                                       |                                | 17                     |                  | 9                         | 36                  |                         | 10               | 1                          | 75                      | 307 450             |
| Pays-Bas            |              |                                   |                                       |                                | 4                      |                  |                           |                     | 2                       | 10               | 1                          | 17                      | 50 320              |
| Royaume-Uni         | 1            | 2                                 | 4                                     | 6                              |                        |                  | 6                         |                     |                         | 20               | 3                          | 52                      | 396 000             |
| Russie              | 1            | 4                                 | 17                                    | 32                             | 17                     | 8                | 22                        |                     | 1                       | 15               | 1                          | 115                     | 1 351 955           |
| Taïwan              |              |                                   |                                       |                                | 4                      |                  |                           | 7                   | 7                       | 14               | 1                          | 33                      | 105 200             |
| Turquie             |              |                                   |                                       |                                | 14                     |                  |                           |                     | 16                      | 14               |                            | 44                      |                     |
| Total par catégorie | 17           | 13                                | 44                                    | 109                            | 259                    | 38               | 112                       | 110                 | 127                     | 370              | 62                         | 1 258                   | 7 536 850           |

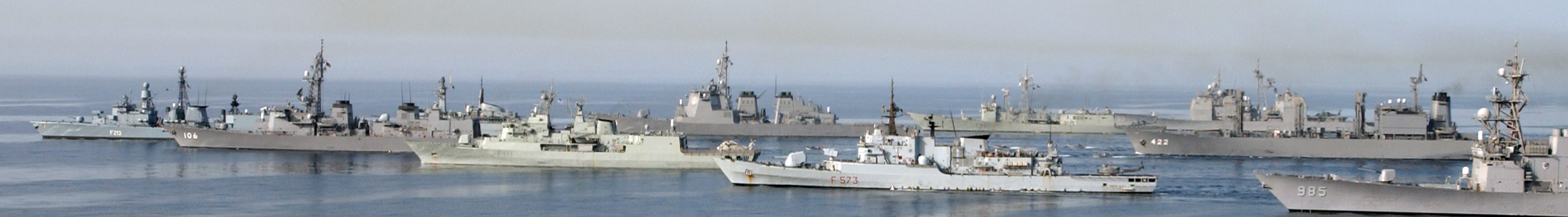
Navires de l'escadre multinationale Combined Task Force 150 dans le golfe d'Oman le 6 mai 2004 dans le cadre de la guerre contre le terrorisme.

Au 1er janvier 2002, on estimait que 1 240 navires de guerre étaient opérationnels dans le monde dont la répartition géographique était la suivante :
- États-Unis : 14 % ;
- alliés de l’OTAN : 24 % ;
- Russie : 7 % ;
- Chine : 11 % ;
- reste de l’Asie : 26 % ;
- Moyen-Orient et Afrique du Nord : 4 % ;
- reste du monde : 14 %.

## Classement des 20 principales marines de guerre par effectif en 2020
The Military Balance, publié chaque année par l'International Institute for Strategic Studies, donne un classement des marines de guerre par effectif brut, qui mélange les marines qui intègrent une infanterie de marine, parfois nombreuse, et les marines qui ne l'intègrent pas, soit parce que l'infanterie de marine est autonome, soit parce qu'elle fait partie de l'Armée de terre.
Selon ce classement peu significatif, les 20 principales armées navales dans le monde étaient en 2020 :
| Pays          | Effectifs |
| ------------- | --------- |
| États-Unis    | 346 500   |
| Chine         | 260 000   |
| Russie        | 150 000   |
| Brésil        | 85 000    |
| Corée du Sud  | 70 000    |
| Thaïlande     | 69 850    |
| Indonésie     | 69 050    |
| Corée du Nord | 60 000    |
| Colombie      | 56 400    |
| Mexique       | 50 500    |
| Sri Lanka     | 50 000    |
| Japon         | 45 350    |
| Turquie       | 45 000    |
| Taïwan        | 40 000    |
| Viêt Nam      | 40 000    |
| France        | 34 700    |
| Royaume-Uni   | 33 050    |
| Italie        | 28 850    |
| Vénézuela     | 25 500    |